# Friedrich Schwab
Pour les articles homonymes, voir Schwab.
Friedrich Schwab, né le 19 février 1803 à Bienne, où il est mort le 5 septembre 1869, a participé à la découverte du site archéologique de La Tène (site archéologique). Il est avant tout connu pour le musée qu'il a fondé et qui porte son nom (Musée Schwab), et qui a été intégré en 2012 au sein du Nouveau Musée de Bienne.

## Biographie
Friedrich Schwab né le 19 février 1803 à Bienne, est issu d'une famille d'origine relativement modeste, récemment enrichie. Sa famille a obtenu la bourgeoisie (Suisse) de la ville de Bienne à la fin du XVIe siècle. La lignée des Schwab a fourni à Bienne de nombreux artisans du bâtiment, son grand-père, Peter Schwab (1707-1777) était tailleur de pierre. C'est le fils de ce dernier, David Schwab (1748-1823), qui va faire fortune grâce à une fabrique d'Indiennes (tissu) à Torres Novas. Il va par la suite fonder une entreprise d'import-export avec l'Amérique du Sud qui deviendra une des plus importantes du Portugal. À son retour en Suisse, David Schwab avait amassé une fortune importante et il profita de la mise aux enchères des bien nationaux par les occupants français en 1798. À la naissance de Friedrich Schwab, son père était devenu le principal propriétaire foncier de la région.
À la mort de son père en 1823, Friedrich Schwab se détournera des affaires commerciales pour vivre de ses rentes. À la mort de sa mère en 1839, il se consacrera à la gestion des terres et des vignes dont il avait hérité. Il reste un personnage assez solitaire et il vivra toute sa vie avec son frère Emmanuel dans une maison sur la rue de Nidau.

### Carrière militaire
Les sources historiques semblent contradictoires concernant les activités militaires du colonel Schwab et lui-même resta très discret concernant sur carrière militaire. Il semblerait qu'il ait participé aux expéditions de Corps franc et commandé le bataillon de Haute-Argovie (Canton d'Argovie) lors de la guerre du Sonderbund. Cependant le commandement de la troupe semble plutôt lui avoir été attribué en raison du statut de notable que lui conférait sa fortune familiale.

### Carrière politique
Friedrich Schwab siégera plus de 30 ans à l'exécutif communal de la ville de Bienne et sera même directeur du département des finances de sa ville.

### Activités d'antiquaire
Friedrich Schwab s'intéresse aux fouilles archéologiques assez tardivement. Ses premières recherches en matière d'antiquités se feront sur le site palafitte de Nidau-Steinberg en 1852,. À la suite de cela, Schwab va principalement concentrer ses recherches sur les vestiges lacustres, et constituera peu à peu une des principales collections de son époque dans ce domaine. Il ne publiera jamais ses travaux, mais entretiendra une relation épistolaire très importante avec Ferdinand Keller (archéologue), fondateur de la Société des Antiquaires de Zurich, avec qui il va partager toutes ses prospections et idées, que ce dernier diffusera dans ses publications.

#### Exploration des sites littoraux
À une époque ou les recherches archéologiques se font par l'intermédiaire d'hommes de main, Schwab est plutôt un homme de terrain. Il développe plusieurs outils afin de faciliter la pêche aux objets dans les lacs. Notamment une pince, un nouveau type de barque adaptée à la pêche lacustre, ainsi qu'un outil hybride pelle-passoire afin de tamiser les sédiments. Il engage son premier ouvrier en 1855 (Hans Kopp), car il remarque celui-ci travaille de façon efficace et soigneuse, et qu'il remonte une quantité importante d'objets, que Schwab lui-même n'arrivait pas à déceler. C'est Hans Kopp qui va découvrir le site de La Tène (site archéologique) à l'occasion d'un mandat pour Schwab.

## Découverte du site archéologique de La Tène
C'est dans un courrier daté du 17 novembre 1857, adressé à Ferdinand Keller, que Schwab évoque la découverte d'un nouveau site lacustre à l'embouchure de la Thielle. Le site regorge d'une quantité exceptionnelle d'objets archéologiques. Un matin du début du mois de novembre 1857, Hans Kopp part du lac de Bienne afin de se rendre au lac de Neuchâtel ; il emprunte la Teille, et c'est à la sortie de cette rivière qui relie les deux lacs qu'il aperçoit un "pilotage" (présence de poteaux sous l'eau) qui n'avait pas encore été identifié. Il préfère donc annuler sa mission primaire qui était de rechercher des vestiges aux alentours de Concise, afin d'investiguer ce nouveau site. Il recueille alors une quarantaine d'objet en fer, pour la plupart dans un excellent état de conservation. Il faut savoir qu'à l’époque, soit avant la première correction des eaux du Jura (1868-1891), le niveau du lac de Neuchâtel était d'environ 2,7 mètres supérieur à celui d'aujourd'hui. Le site de La Tène était donc situé sous l'eau.
Schwab peine à déterminer la datation du site, qu'il attribuera avec certaines hésitations à l'époque romaine. Ferdinand Keller l'encouragera dans cette voie, malgré la présence d'objets de l'âge du Bronze, ainsi que de matériaux en fer morphologiquement et typologiquement inédits. C'est plus tard que l'on définira le site de la Tène comme étant du Second âge du fer, et que la Tène donnera son nom à cette période, grâce aux travaux d'Édouard Desor.